# Silicificación

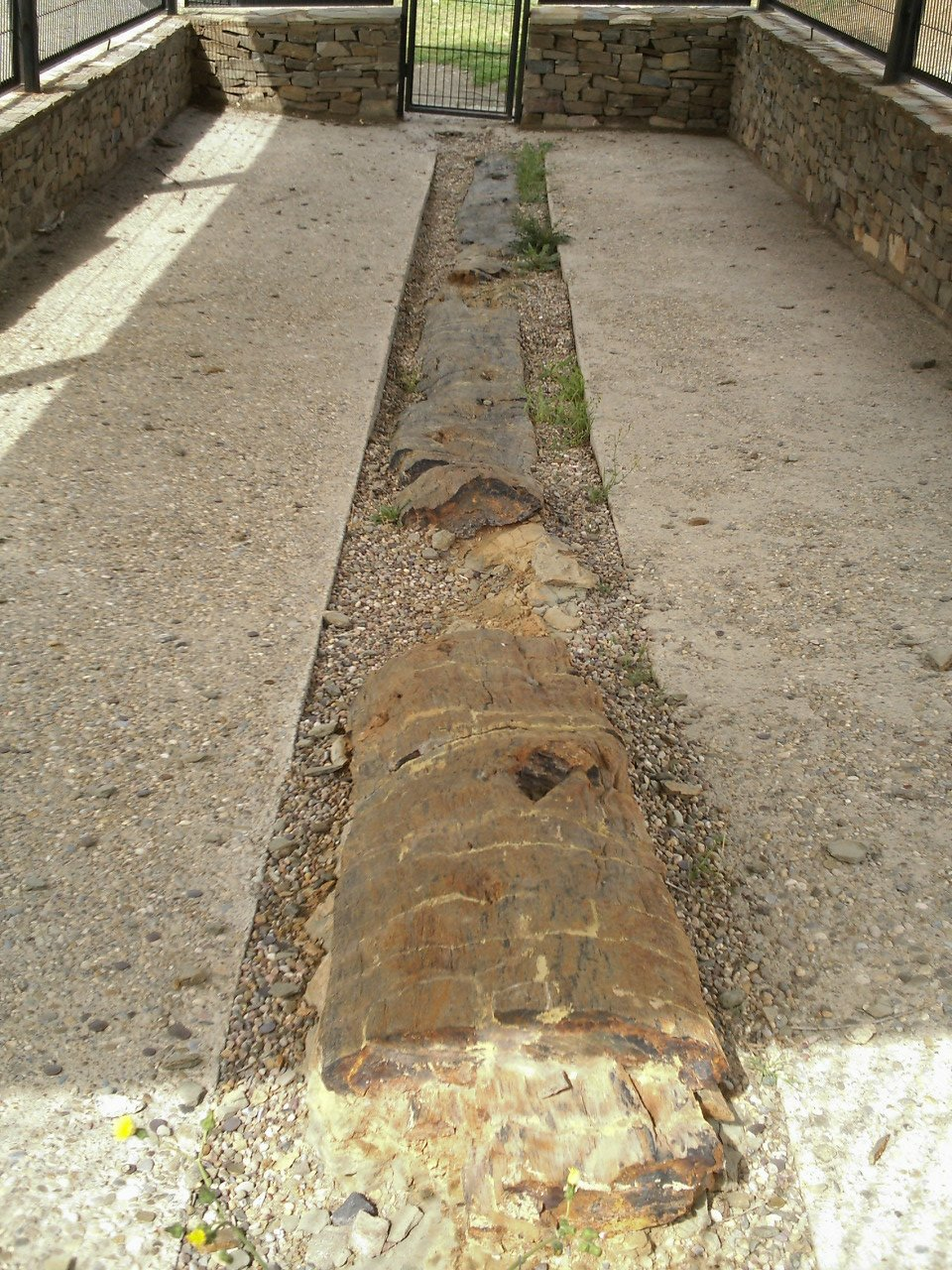

La silicificación es el proceso por el cual la madera, los huesos, las conchas y otros materiales a veces fosilizan o petrifican por acción de silicatos como el jaspe, el cuarzo criptocristalino e incluso el ópalo.
Se puede conservar la estructura de los tejidos orgánicos originales mientras se va petrificando poco a poco (permineralización), y puede adoptar una variedad de colores distintos.
Esta silicificación se lleva a cabo cerca de la superficie terrestre, donde abunda la sílice en el agua subterránea. Todavía no se sabe a ciencia cierta cuales son los factores geológicos que determinan si el material de sustitución va a ser criptocristalino u opalino.

## Ojo de tigre
El ojo de tigre es un tipo de silificación; en esta las fibras del asbesto dorado o azul han sido sustituidas por cuarzo criptocristalino y producen una piedra preciosa que se pule para que quede muy brillante, pero conserva su refracción fibrosa. Esto hace que una banda fina y brillante de luz tornasolada recorra la piedra en sentido perpendicular a las fibras paralelas a medida que se gira. Tiger iron (hierro de tigre) es el nombre que recibe la hermosa piedra ornamental con bandas, en el cual el ojo de tigre amarillo alterna con capas de jaspe rojo y hematites gris oscura.

## Localización
Existen bosques fósiles en toda América del Norte, Europa y África. El más famoso es el que se encuentra el Parque nacional del Bosque Petrificado, cerca de Holbrook, en Arizona (Estados Unidos), donde se ha hallado un árbol que mide 65 m de altura y 3 de diámetro. En White Cliffs, en Queensland (Australia), se han encontrado esqueletos de animales enteros que han sido sustituidos por ópalo.